# ريو هوريكاوا
ريو هوريكاوا (堀川りょう هوريكاوا ريو) هو ممثل ياباني ولد في 1 فبراير 1958 في أوساكا.

## أدواره في الأنمي

### مسلسلات أنمي تلفزيونية
- دكتور سلامب - تشارمي يامادا
- دراغون بول - تشارمي يامادا
- دراغون بول زد - فيجيتا، فيجيتو، غوجيتا
- دراغون بول جي تي - فيجيتا، فيجيتا الابن
- دراغون بول كاي - فيجيتا
- دراغون بول سوبر - فيجيتا
- المحقق كونان - هيجي هاتوري, ميناغاوا (حفلة في عيد الربيع)
- غوست سويبر ميكامي - تاداو يوكوشيما
- ليدي ليدي - آرثر
- يو يو هاكوشو - كاراسو
- يايبا - تاكيشي أونيمارو
- التلميذ الأقوى في التاريخ كينيتشي - ناتسو تانيموتو/هيرميت
- قبضة نجم الشمال - كينشيرو (أيام الشباب)
- بوكيمون - رودي
- ترايغن - أي جي ماين
- محارب الأحلام وينغمان - كينتا هيرونو
- سانت سيا - أندروميدا شون

### أوفا أنمي
- حرب الكواكب - بشار
- سينت سيا فصل هادس: المعابد الإثنا عشر - أندروميدا شون

### أفلام أنمي
- المسافر عبر الزمن [الإنجليزية] - موري رانومارو

- دراغون بول زد: عودة كولير - فيجيتا
- دراغون بول زد: الآلي الخارق رقم 13 - فيجيتا
- دراغون بول زد: برولي السوبر سايان الأسطوري - فيجيتا
- دراغون بول زد: بوجاك متحرر - فيجيتا
- دراغون بول زد: تجديد الدمج - فيجيتا
- دراغون بول زد: غضب التنين - فيجيتا
- دراغون بول زد: معركة الخوارق - فيجيتا
- دراغون بول زد: إعادة إحياء "إف" - فيجيتا
- دراغون بول سوبر: برولي - فيجيتا
- سلسلة أفلام المحقق كونان
  - المحقق كونان: ساحر القرن الأخير - هيجي هاتوري
  - المحقق كونان: تقاطع طرق في العاصمة القديمة - هيجي هاتوري
  - المحقق كونان: لحن وداع المتحرين - هيجي هاتوري
  - المحقق كونان: المطارد الأسود - هيجي هاتوري
  - المحقق كونان: السفينة الضائعة في السماء - هيجي هاتوري
  - المحقق كونان: عين خفية في البحر البعيد - هيجي هاتوري
- سينت سيا - أندروميدا شون
- سينت سيا: الحرب الدامية - أندروميدا شون
- سينت سيا: أسطورة الشباب القرمزي - أندروميدا شون
- سينت سيا: محاربو الحرب الأخيرة - أندروميدا شون
- سينت سيا فصل النعيم: الإفتتاحية - أندروميدا شون

## أدواره في ألعاب الفيديو
- زينوبليد كرونيكلز - دانبان
- سينت سيا: ذا سانكتشواري - أندروميدا شون
- جاي-ستارز فيكتوري فرسس - فيجيتا
- دراغون بول GT: فاينل باوت - فيجيتا
- دراغون بول زينوفرس - فيجيتا، فيجيتو، غوجيتا

## وصلات خارجية
- ريو هوريكاوا على موقع IMDb (الإنجليزية)
- ريو هوريكاوا على موقع ميتاكريتيك (الإنجليزية)
- ريو هوريكاوا على موقع ألو سيني (الفرنسية)
- ريو هوريكاوا على موقع ميوزك برينز (الإنجليزية)
- ريو هوريكاوا على موقع ديسكوغز (الإنجليزية)
- ريو هوريكاوا على موقع قاعدة بيانات الفيلم (الإنجليزية)
- ريو هوريكاوا على موقع كينوبويسك (الروسية)
- ريو هوريكاوا على موقع ANN person (الإنجليزية)